# Venray
Venray  è un comune olandese di 42 785 abitanti situato nella provincia del Limburgo. Dal 1º gennaio 2010 ha incorporato le località di Blitterswijck, Geijsteren e Wanssum, già appartenute al disciolto comune di Meerlo-Wanssum.